# Alfred John Keene

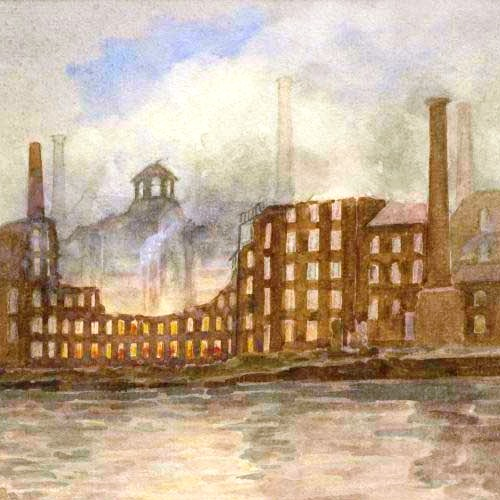
Incendio alla filanda di Derby (1910)

Alfred John Keene (1864 – 1930) è stato un pittore inglese famoso per i suoi acquarelli.

## Biografia
Era il quarto figlio del fotografo Richard Keene che pubblicava il Derby Telegraph e fratello dell'acquerellista William Caxton Keene e del fotografo Charles Barrow Keene. Conosciuto come "Jack", studiò presso la Derby Central School of Art dal 1878 al 1895.
Keene gestì gli affari di famiglia assieme ad il fratello Charles dopo la morte del padre e ne 1887 fu tra i soci fondatori del Derby Sketching Club. Alcune opere di Keene rientrano nel lascito dei settantasette quadri che furono negli anni successivi dati dal collezionista Alfred Goodey in dono al Derby Museum and Art Gallery.